# Kryptogame
Die Einteilung der Lebewesen in Systematiken ist kontinuierlicher Gegenstand der Forschung. So existieren neben- und nacheinander verschiedene systematische Klassifikationen. 
Das hier behandelte Taxon ist durch neue Forschungen obsolet geworden oder ist aus anderen Gründen nicht Teil der in der deutschsprachigen Wikipedia dargestellten Systematik.
Als Kryptogame, Geheim-, oder Verborgenblüher bezeichnete man ursprünglich eine Pflanze, deren sexuelle Vermehrung ohne Blüte (also unauffällig) stattfindet.
Der Name dieser Organismengruppe geht auf die 1735 erarbeitete Systematik Linnés zurück. Er ist abgeleitet von altgriechisch κρυπτός kryptós, deutsch ‚verborgen‘, ‚heimlich‘ und γαμεῖν gamein, deutsch ‚heiraten‘, bedeutet daher so viel wie „die sich im Versteckten Paarenden“. Die Kryptogamen  wurden den Phanerogamen, den sich „sichtbar paarenden“ Blütenpflanzen gegenübergestellt.
Kryptogame bilden aus heutiger taxonomischer Sicht keine geschlossene systematische Einheit (Taxon). Der Begriff „Kryptogame“ wird in der Biologie zwar uneinheitlich verwendet, umfasst jedoch in der zentralen Bedeutung immer blütenlose Pflanzen (im Gegensatz zu Blütenpflanzen)
und wird auch gleichgesetzt mit dem Begriff Niedere Pflanzen. 
Zu den Kryptogamen werden je nach Blickwinkel gezählt:
- Algen
- Moose
- Flechten
- Bärlapppflanzen und  Farnpflanzen
- Pilze
- Schleimpilze, obwohl es sich bei diesen – wie bei den Echten Pilzen – nicht um Pflanzen handelt
- auch Organismen ohne sexuelle Vermehrung wie Bakterien (d. h. Prokaryoten, da Archaeen nicht bekannt bzw. von Bakterien unterschieden wurden) – und damit insbesondere Cyanobakterien („Blaualgen“)
- sehr selten auch Viren

Die Begriffsbildung stammt noch aus einer Zeit, in der die belebte Welt als in die Reiche der Tiere (inklusive Protozoen) und der Pflanzen (inkl. Pilzen, Schleimpilzen und „Bakterien“, d. h. Prokaryoten) zweigeteilt gedacht wurde.
Die sexuelle Vermehrung findet bei den (eukaryotischen) Kryptogamen im Rahmen eines Generationswechsels statt, wobei nur die haploide Generation (Gametophytengeneration) durch Mitose Geschlechtszellen bildet, während die diploide Generation (Sporophytengeneration) durch Meiose die haploiden Sporen produziert.